# .cr
.cr is het achtervoegsel van domeinnamen van Costa Rica.

## Second-level-domeinen
- ac.cr: Academisch: universiteiten
- co.cr: Bedrijven
- ed.cr: Educatieven instellingen
- fi.cr: Financiële instellingen zoals banken
- go.cr: Overheidsinstellingen
- or.cr: Organisaties zonder winstoogmerk
- sa.cr: Gezondheidsgerelateerde instellingen